# Royal Sutton Coldfield
Royal Sutton Coldfield – miasto i civil parish w Wielkiej Brytanii; w Anglii; w hrabstwie West Midlands, w dystrykcie metropolitalnym Birmingham. W 2021 roku miasto liczyło 93 375 mieszkańców. Przemysł spożywczy. Zabytkiem jest kościół św. Trójcy z około 1300 roku. Atrakcję tego miasta stanowi również Sutton Park, jeden z największych parków miejskich w Europie, którego powierzchnia zajmuje 970 hektarów.